# Església del Mas Casademunt
L'Església del Mas Casademunt és una obra historicista del Brull (Osona) protegida com a Bé Cultural d'Interès Local.

## Descripció
Església de planta de creu amb el campanar adossat a la part de ponent i l'absis a llevant. Els materials constructius bàsics són pedra i maó, i la coberta és de teula àrab. Als murs de tramuntana i migjorn presenta arcbotants que li donen aspecte de temple gòtic. S'accedeix a l'interior per la porta situada als peus del campanar, a l'extrem de ponent. En el creuer del sud hi ha la sagristia i s'hi pot accedir des de l'exterior. Els dos braços dels creuers són afegits posteriorment a la construcció original.

## Història
La conversió del mas Casademunt en un sanatori de tuberculosos entre els anys 1931 i 1950 comportarien la construcció de l'església, amb línies que imiten un temple gòtic, bàsicament els arcbotants i els contraforts, així com les esveltes línies i el pronunciat pendent de les cobertes. El to vermellós dels maons i de les pedres emprades li donen un aire modernista. Forma part integrant del conjunt del mas, tot i que n'està totalment exempta. Ofereix un aspecte curiós des de la carretera, ja que el gòtic urbà que imita és poc freqüent al mig del bosc.